# Barry Philip Jones
Barry Philip Jones (* 29. September 1941 in Rangiora, North Canterbury; † 13. Februar 2016 in Christchurch) war römisch-katholischer Bischof des Bistums Christchurch. 

## Leben
Barry Philip Jones besuchte die Schule des St. Joseph Convents in Rangiora und das St. Bede’s College in Christchurch. Seine theologische Ausbildung erhielt er am Priesterseminar von Christchurch und am Holy Cross College in Mosgiel. Am 4. Juli 1966 empfing er in der Ss Mary and Francis de Sales Church in Rangiora durch Bischof Brian Patrick Ashby die Priesterweihe.
Papst Benedikt XVI. ernannte ihn am 28. Juni 2006 zum Koadjutorbischof von Christchurch. Die Bischofsweihe spendete ihm der Bischof von Christchurch, John Jerome Cunneen, am 4. Oktober desselben Jahres; Mitkonsekratoren waren Erzbischof Charles Daniel Balvo, Apostolischer Nuntius in Neuseeland, und John Basil Meeking, Altbischof von Christchurch. Sein bischöfliches Motto war „The Lord delights in His people“ („Denn der Herr hat Wohlgefallen an seinem Volk“, Psalm 149,4).
Mit der Emeritierung John Jerome Cunneens am 4. Mai 2007 folgte er diesem im Amt des Bischofs von Christchurch nach. Er erlag im Februar 2016 einem Herzinfarkt.